# Gerlafingen
Gerlafingen is een gemeente en plaats in het Zwitserse kanton Solothurn en maakt deel uit van het district Wasseramt.
Gerlafingen telt 4851 inwoners.